# Shiraoka

Shiraoka (白岡市 Shiraoka-shi?) este un municipiu din Japonia, prefectura Saitama.